# Gaasyendietha
Gaasyendietha, según la mitología Seneca, es una serpiente gigante que habita en las zonas profundas de los ríos y lagos de Canadá, especialmente en el lago Ontario. Esta serpiente podía volar en una estela de fuego y también arrojar fuego, lo que ha hecho que se la considere análoga a los dragones europeos.
También es conocido como el "dragón meteoro" en referencia a su supuesto origen a partir de un meteorito que había afectado a la Tierra.
Es capaz de cruzar los cielos sobre una estela de fuego. En el cuento Ganyadjigowa, el héroe Ganyadjigowa (El Mudhen) fue asesinado por Gaasyendietha, en forma de anciano.